# Zamarada antimima
Zamarada antimima är en fjärilsart som beskrevs av Fletcher 1974. Zamarada antimima ingår i släktet Zamarada och familjen mätare. Inga underarter finns listade i Catalogue of Life.